# Robert Ballard Long
Robert Ballard Long, né le 4 avril 1771 à Chichester au Royaume-Uni et mort le 2 mars 1825 à Londres, est un militaire britannique ayant servi pendant les guerres de la Révolution française et les guerres napoléoniennes. En dépit de sa longue présence à l'armée, il n'obtint jamais de grand commandement en raison de son attitude abrasive envers ses supérieurs et de sa prétendue incompétence tactique. 
Il commanda une partie de la cavalerie britannique dans la guerre de la péninsule Ibérique de 1811 à 1813, mais Wellington, qui commandait en chef les troupes dans ce secteur, n'avait aucune confiance en ses capacités et ne chercha pas à retenir Long lorsque celui-ci fut remplacé par Colquhoun Grant sur décision du prince régent. Ce jugement négatif fut notamment inspiré par un combat de cavalerie controversé livré en mars 1811 à Campo Maior, où une charge incontrôlée entraîna de lourdes pertes parmi ses hommes. 
Après son départ de la péninsule, Long n'occupa plus de commandement actif et mourut quatre ans après avoir été promu au grade de lieutenant général. Quelque temps après sa disparition, une controverse opposa son neveu et l'historien Charles Napier au général Beresford au sujet de l'affaire de Campo Maior. Beresford, qui commandait les troupes britanniques ce jour-là, critiqua le comportement de Long alors que ses contradicteurs accusaient Beresford d'avoir mal géré la situation. La performance de Long en tant que général de cavalerie a été réévaluée par l'historien Ian Fletcher dans un livre consacré à l'action de la cavalerie britannique dans la péninsule.

## Biographie

### Jeunesse et ascension militaire
Robert Ballard Long naquit le 4 avril 1771 à Chichester, dans le Sussex de l'Ouest. Il était l'aîné de deux garçons jumeaux du planteur jamaïcain Edward Long et de sa femme Mary. Le jeune Robert fréquenta l'école du docteur Thomson à Kensington jusqu'à l'âge de 9 ans, avant d'intégrer Harrow School où il resta jusqu'à ses 18 ans en 1789. Après trois ans passés à étudier la théorie militaire à l'université de Göttingen, il fut affecté comme cornette au 1st King's Dragoon Guards en 1791. Grâce aux importantes ressources financières de sa famille, Long fut promu capitaine en novembre 1793 et servit avec son régiment en Flandre lors de la campagne infructueuse du duc d'York. Au cours de l'hiver 1794-1795, Long quitta son régiment et fut attaché à l'état-major du général George Don au moment de la retraite des troupes britanniques en Allemagne puis de leur retour en Angleterre.
Une fois rentré au pays, il remplit pendant un temps les fonctions d'aide de camp auprès du général William Pitt, qui commandait les défenses de Portsmouth ; les deux hommes se lièrent d'amitié et ce soutien fut profitable à Long tout au long de sa carrière. Au milieu de l'année 1796, il fut de nouveau muté et rejoignit l'armée hanovrienne en tant qu'officier dans les Rangers de York, mais sans responsabilité particulière. Il prit néanmoins la tête des Hompesch Mounted Riflemen après avoir acheté sa charge auprès du baron Hompesch lui-même pour la somme de 2 000 £. Ce régiment fit partie des unités envoyées par le général John Moore pour réprimer la rébellion irlandaise de 1798 ; au cours de cette dernière, Long tint garnison dans la ville de Wexford.
Après l'écrasement de la rébellion, Long fut transféré dans les hussards de York, qui appartenaient également à l'armée du Hanovre, et séjourna à Weymouth jusqu'à la paix d'Amiens. Il profita de la cessation des hostilités pour étudier à l'académie militaire royale de High Wycombe, où il devint un proche du lieutenant-gouverneur John Le Marchant. La guerre se ralluma cependant peu après avec la France et Long rejoignit le 16e régiment de dragons légers en qualité de lieutenant-colonel. En 1805, il passa finalement au 15e régiment de dragons légers sous les ordres du duc de Cumberland. Ses relations avec son supérieur furent d'emblée exécrables et ce fut le point de départ d'une longue série de mésententes entre Long et ses chefs. La situation se détériora au point que les deux hommes cherchèrent à commander le régiment sans se consulter, ce qui fut source de disputes et de récriminations entre eux pendant des années. L'une des raisons de leur détestation réciproque était que Long méprisait le penchant de Cumberland pour les châtiments corporels excessifs, comme le « piquetage ». 
Long servit au sein du 15e dragons légers pendant deux ans, période durant laquelle le régiment fut transformé en unité de hussards et prit le nom de 15th The King's Light Dragoons (Hussars). Le nom de Long est fréquemment mentionné dans le livre Jottings from my Sabretasch, écrit par un sergent de troupe anonyme du 15e dragons légers. L'auteur considère Long comme un commandant hors pair et affirme que la supériorité du régiment en matière d'organisation ou d'entraînement par rapport au reste de la cavalerie britannique était dû aux initiatives prises par Long lors de son commandement.